# 1845 год
1845 (ты́сяча восемьсо́т со́рок пя́тый) год  по григорианскому календарю — невисокосный год, начинающийся в среду. Это 1845 год нашей эры, 5‑й год 5‑го десятилетия XIX века 2‑го тысячелетия, 6‑й год 1840‑х годов. Он закончился 180 лет назад.
| Пн | Вт | Ср | Чт | Пт | Сб | Вс |
|    |    | 1  | 2  | 3  | 4  | 5  |
| 6  | 7  | 8  | 9  | 10 | 11 | 12 |
| 13 | 14 | 15 | 16 | 17 | 18 | 19 |
| 20 | 21 | 22 | 23 | 24 | 25 | 26 |
| 27 | 28 | 29 | 30 | 31 |    |    |

| Пн | Вт | Ср | Чт | Пт | Сб | Вс |
|    |    |    |    |    | 1  | 2  |
| 3  | 4  | 5  | 6  | 7  | 8  | 9  |
| 10 | 11 | 12 | 13 | 14 | 15 | 16 |
| 17 | 18 | 19 | 20 | 21 | 22 | 23 |
| 24 | 25 | 26 | 27 | 28 |    |    |

| Пн | Вт | Ср | Чт | Пт | Сб | Вс |
|    |    |    |    |    | 1  | 2  |
| 3  | 4  | 5  | 6  | 7  | 8  | 9  |
| 10 | 11 | 12 | 13 | 14 | 15 | 16 |
| 17 | 18 | 19 | 20 | 21 | 22 | 23 |
| 24 | 25 | 26 | 27 | 28 | 29 | 30 |
| 31 |    |    |    |    |    |    |

| Пн | Вт | Ср | Чт | Пт | Сб | Вс |
|    | 1  | 2  | 3  | 4  | 5  | 6  |
| 7  | 8  | 9  | 10 | 11 | 12 | 13 |
| 14 | 15 | 16 | 17 | 18 | 19 | 20 |
| 21 | 22 | 23 | 24 | 25 | 26 | 27 |
| 28 | 29 | 30 |    |    |    |    |

| Пн | Вт | Ср | Чт | Пт | Сб | Вс |
|    |    |    | 1  | 2  | 3  | 4  |
| 5  | 6  | 7  | 8  | 9  | 10 | 11 |
| 12 | 13 | 14 | 15 | 16 | 17 | 18 |
| 19 | 20 | 21 | 22 | 23 | 24 | 25 |
| 26 | 27 | 28 | 29 | 30 | 31 |    |

| Пн | Вт | Ср | Чт | Пт | Сб | Вс |
|    |    |    |    |    |    | 1  |
| 2  | 3  | 4  | 5  | 6  | 7  | 8  |
| 9  | 10 | 11 | 12 | 13 | 14 | 15 |
| 16 | 17 | 18 | 19 | 20 | 21 | 22 |
| 23 | 24 | 25 | 26 | 27 | 28 | 29 |
| 30 |    |    |    |    |    |    |

| Пн | Вт | Ср | Чт | Пт | Сб | Вс |
|    | 1  | 2  | 3  | 4  | 5  | 6  |
| 7  | 8  | 9  | 10 | 11 | 12 | 13 |
| 14 | 15 | 16 | 17 | 18 | 19 | 20 |
| 21 | 22 | 23 | 24 | 25 | 26 | 27 |
| 28 | 29 | 30 | 31 |    |    |    |

| Пн | Вт | Ср | Чт | Пт | Сб | Вс |
|    |    |    |    | 1  | 2  | 3  |
| 4  | 5  | 6  | 7  | 8  | 9  | 10 |
| 11 | 12 | 13 | 14 | 15 | 16 | 17 |
| 18 | 19 | 20 | 21 | 22 | 23 | 24 |
| 25 | 26 | 27 | 28 | 29 | 30 | 31 |

| Пн | Вт | Ср | Чт | Пт | Сб | Вс |
| 1  | 2  | 3  | 4  | 5  | 6  | 7  |
| 8  | 9  | 10 | 11 | 12 | 13 | 14 |
| 15 | 16 | 17 | 18 | 19 | 20 | 21 |
| 22 | 23 | 24 | 25 | 26 | 27 | 28 |
| 29 | 30 |    |    |    |    |    |

| Пн | Вт | Ср | Чт | Пт | Сб | Вс |
|    |    | 1  | 2  | 3  | 4  | 5  |
| 6  | 7  | 8  | 9  | 10 | 11 | 12 |
| 13 | 14 | 15 | 16 | 17 | 18 | 19 |
| 20 | 21 | 22 | 23 | 24 | 25 | 26 |
| 27 | 28 | 29 | 30 | 31 |    |    |

| Пн | Вт | Ср | Чт | Пт | Сб | Вс |
|    |    |    |    |    | 1  | 2  |
| 3  | 4  | 5  | 6  | 7  | 8  | 9  |
| 10 | 11 | 12 | 13 | 14 | 15 | 16 |
| 17 | 18 | 19 | 20 | 21 | 22 | 23 |
| 24 | 25 | 26 | 27 | 28 | 29 | 30 |

| Пн | Вт | Ср | Чт | Пт | Сб | Вс |
| 1  | 2  | 3  | 4  | 5  | 6  | 7  |
| 8  | 9  | 10 | 11 | 12 | 13 | 14 |
| 15 | 16 | 17 | 18 | 19 | 20 | 21 |
| 22 | 23 | 24 | 25 | 26 | 27 | 28 |
| 29 | 30 | 31 |    |    |    |    |

## События
- 7 февраля — вандал Уильям Ллойд вдребезги разбил в Британском музее уникальную Портлендскую вазу.
- 1 марта — конгресс США принял резолюцию, уполномочивавшую правительство США аннексировать Техасскую республику[1].
- 28 марта — президент Мексики Хосе Хоакин де Эррера разорвал отношения с США и приказал армии готовиться к войне
- 15 апреля — скончался президент Гаити генерал Филипп Герье. Власть на пять дней перешла к Совету государственных секретарей[2].
- 18 марта — Франция и Марокко заключили Лалла-марнийский договор о режиме границы между Марокко и Французским Алжиром. Стороны отказались от демаркации границы и признали друг за другом право преследовать подчинённые им племена на соседней территории[3].
- 20 апреля — президентом Гаити стал генерал-лейтенант Жан-Луи Пьеро[2].
- 4 июля — открылась Техасская конвенция 1845 года, которая приняла предложение Конгресса США о присоединении.
- 7 июля — сторонники генерала Санта-Анны арестовали президента Мексики Хосе Хоакина де Эрреру, но вскоре они вынуждены его освободить.
- 29 июля — расстрел на площади Святого Марка в хорватском Загребе протестующих против итогов местных выборов. Погибшие стали известны как Июльские жертвы
- 4 августа — судно «Катаракви» потерпело крушение близ острова Кинг; погибло около 400 человек. Эта морская катастрофа по сей день является крупнейшей по числу жертв в мирное время в истории Австралии.
- 18 августа — Император Николай I удовлетворил ходатайство об учреждении Русского географического общества.
- 19 августа — смерч в Монвиле уничтожил прядильный завод и прилегающие к нему постройки, в результате чего погибло 200 человек.
- 22 августа — закладка крупнейшего храма г. Ельца Липецкой обл. — Вознесенского собора.
- 22 августа — открытие памятника российскому историку и писателю Н. М. Карамзину.
- 19 октября в Королевском саксонском придворном театре в Дрездене состоялась на мировая премьера оперы Рихарда Вагнера «Тангейзер», где роль «Элизабет» сыграла его племянница Иоганна Яхманн-Вагнер[4].
- 29 декабря — Президент США Джеймс Полк подписывает одобренный конгрессом билль и Республика Техас присоединяется к США, став их 28-м штатом[5].
- 30 декабря — президент Мексики Хосе Хоакин де Эррера свергнут войсками Мариано Паредеса. Временным президентом назначен командир столичного гарнизона генерал Габриэль Валенсия.
- Крупное наводнение в Чехии.

## Родились
См. также Категория:Родившиеся в 1845 году
- 6 января — Владимир Николаевич Ламздорф, российский дипломат, министр иностранных дел России в 1900—1906 годах (ум. 1907).
- 10 марта — Александр III Александрович, император Всероссийский.
- 27 марта — Вильгельм Рентген, немецкий физик, лауреат первой Нобелевской премии по физике 1901 года.
- 4 апреля — Никодим (Милаш), епископ Далматинско-Истринский (Сербская православная церковь), канонист и церковный историк.
- 22 апреля — Карло Канева, итальянский генерал.
- 15 мая — Илья Ильич Мечников, российский и французский биолог, лауреат Нобелевской премии по физиологии или медицине за 1908 год.
- 30 мая — Амадей Савойский, король Испании в 1870 — 1873 годах.
- 16 июня — Генрих Дрессель (ум. 1920), немецкий археолог и нумизмат.
- 10 августа — Абай Кунанбайулы, казахский поэт, писатель, общественный деятель, основоположник казахской письменной литературы и её первый классик, реформатор культуры в духе сближения с русской и европейской культурой на основе просвещённого либерального ислама.
- 25 августа — Людвиг II Баварский, король Баварии с 1864 по 1886.
- 11 сентября — Жан Морис Эмиль Бодо, французский инженер и изобретатель кода Бодо (ум. 1903).
- 20 сентября — Йозеф Карабацек, австрийский востоковед (ум. в 1918).
- 24 декабря — Георг I, король Греции в 1863 — 1913 годах (ум.1913).
- 26 декабря — Николай Николаевич Златовратский, русский писатель.
- Дата рождения неизвестна — Николай Людвигович Эллерт, русский декоратор, художник, график, мастер пейзажа и бытовых сцен (ум.1901).

## Скончались
См. также Категория:Умершие в 1845 году
- 16 февраля — Василий Григорьевич Анастасевич — русский библиограф, издатель и переводчик.
- 19 апреля — Александр Яковлевич Кульчицкий, русский писатель, театральный критик, автор стихотворных переводов и подражаний (род. 1814 или 1815).
- 5 мая — Годфруа Элеонор Луи Кавеньяк (Godefroy  Louis Cavaignac), французский политический деятель, один из лидеров республиканского движения (род. 1801).
- 14 мая — Филипп Якоб Зибенпфейфер, немецкий политический писатель (род. 1789).
- 15 мая — Капитон Алексеевич Зеленцов, русский художник (род. 1790).
- 8 июня — Эндрю Джексон, 7-й президент Соединённых Штатов Америки (род. 1767).
- 12 июля — Генрик Арнольд Вергеланд, норвежский писатель (род. 1808).
- 10 августа — Карл-Вильгельм Наундорф, один из самых загадочных претендентов на французский трон.
- 27 сентября — Фёдор Андреевич Гильтебрандт (р. 1773), русский медик, доктор медицины, заслуженный профессор Московского университета; д.с.с.
- 15 декабря — Михаил Сергеевич Лунин, декабрист (род. 1787).